# ヨーク・コミュニティ・スタジアム
ヨーク・コミュニティ・スタジアム（York Community Stadium）は、イングランドのヨーク、ハンティントンにある多目的スタジアムである。鉄道会社ロンドン・ノース・イースタン・レールウェイ（LNER）による命名権により、LNER Community Stadiumともいう。ヨーク市議会が所有し、サッカーのヨーク・シティFCと、13人制ラグビーリーグのYork RLFCが本拠地としている。スタジアムは8,500人収容。

## 沿革
2008年5月、ヨーク市議会がスタジアムの建設計画を発表した。2015年春に着工予定だったが、予算確保などの問題が山積し、2017年からの着工となった。
2019年、スタジアムの命名権を鉄道会社ロンドン・ノース・イースタン・レールウェイ（LNER）に与え、スタジアム名を「LNER Community Stadium」とした。ワールドカップ開催の際には「York Community Stadium」と呼ぶ。
幾度もの建設中断と工期延長、そして施工業者変更を経て、2020年12月に完成した。
2021年2月16日、こけら落としとしてヨーク・シティFCとAFCフィルドが対戦し、フィルドが勝利した。
2022年11月、新型コロナウイルス感染症の世界的流行のため1年延期された、13人制ラグビーリーグワールドカップ2021の女子準決勝を含む8試合が行われた。
2025年8月から9月にかけて、15人制ラグビーユニオンの女子ワールドカップ2025の試合会場として、6試合が行われる。

## 施設概要
スタジアム収容人数は8,500人。メインスタンドとなる東スタンドは3階建て。西スタンド、北スタンド、南スタンドとあわせ、4つのスタンドで構成する。
天然芝を使用し、凍結防止対策が施されている。
サッカーの試合の寸法は105×68メートルで、サイドに幅3メートルのランオフがあり、ゴールの後ろには幅6.5メートルのランオフがあり、FIFAの推奨条件を満たしている。
ラグビーリーグの試合の寸法は100×68メートルで、インゴールエリアは6メートル、サイドとデッドボールラインの後ろには幅3メートルのランオフがある。
スタジアムに隣接した施設として、25メートル6レーンのプール、バドミントンやバスケットボール用の屋内コート、ダンスとスピニングスタジオを備えたジム、アドベンチャースポーツゾーン、フットサル3面などがある。さらに図書館など、ヨーク市住民向け施設がある。
西スタンドには、ヨーク大学の学生による壁画があり、クリフォードの塔、ヨークの城壁、ヨーク大聖堂、ヨーク・シティFCの選手、York RLFCの選手、イギリス鉄道801形電車「AZUMA」が描かれている。